# آتسوتو اوچیدا
آتسوتو اوچیدا (به انگلیسی: Atsuto Uchida) بازیکن فوتبال اهل ژاپن و عضو تیم ملی فوتبال ژاپن است که در تاریخ ۲۶ ژانویه ۲۰۰۸ میلادی اولین بازی ملی‌اش را انجام داد. او در ۵۲ بازی ملی حضور داشت و آخرین بازی ملی خود را در تاریخ ۱۶ اکتبر ۲۰۱۲ میلادی انجام داد. آتسوتو اوچیدا در بازی‌های ملی‌اش
۱ گل به ثمر رساند.